# Đỗ Nhuận (quan)
Đỗ Nhuận (1440 - ?) là danh thần nhà Lê sơ trong lịch sử Việt Nam.

## Sự nghiệp
Đỗ Nhuận người xã Kim Hoa, huyện Mê Linh, thành phố Hà Nội, Việt Nam.
Năm 1466 thời Lê Thánh Tông, ông đỗ tiến sĩ khi 27 tuổi. Nhờ tài văn chương, ông được cất nhắc vào hầu trong cung.
Năm 1468, Lê Thánh Tông đi Lam Kinh (Thanh Hóa), ông cùng Quách Đình Bảo theo hầu, vâng mệnh soạn quyển thơ Hiếu trị anh hoa thi tập. Năm 1471 ông được thăng làm Hiệu thư Đông các.
Mùa đông năm 1483, ông được lệnh cùng Thân Nhân Trung soạn bộ Thiên Nam dư hạ tập. Ít lâu sau ông được kiêm thức Học sĩ Đông các.
Mùa thu năm 1484, Lê Thánh Tông bắt đầu cho dựng bia tiến sĩ Văn Miếu. Đỗ Nhuận vâng mệnh cùng Thân Nhân Trung chia nhau soạn bài văn ký.
Lê Thánh Tông tự xưng là Tao đàn Đô nguyên súy, lấy ông và Thân Nhân Trung làm Phó nguyên súy. Thơ của vua và các quan lại xướng họa đều qua hai người phê bình. Được Lê Thánh Tông tin cậy, ông thường được đặc cách vào hầu vua ban đêm, bàn về các vấn đề đạo lý, thiên văn.
Năm 1493, ông được thăng làm Thị độc Viện Hàn lâm kiêm đại học sĩ Đông các. Mùa đông năm 1495, ông vâng mệnh họa các vần thơ trong tập Quỳnh uyển tửu ca, cùng Thân Nhân Trung là người nổi tiếng thời đó. Người đương thời gọi hai ông là "họ Thân họ Đỗ".
Sau này Đỗ Nhuận làm tới chức Thượng thư. Không rõ ông mất năm nào.